# Father and Son (chanson)
Pour les articles homonymes, voir Father and Son.
Singles de Cat Stevens
Lady D'Arbanville
(1970) Wild World
(1970)
Pistes de Tea for the Tillerman
On the Road to Find Out
(9) Tea for the Tillerman
(11)
Father and Son est une chanson écrite et interprétée par Cat Stevens, parue en 1970 dans l'album Tea for the Tillerman. Elle est sortie la même année en 45 tours, comme premier extrait de l'album.
La chanson figure à la 408e place de l'édition de 2021 du classement Les 500 plus grandes chansons de tous les temps établi par le magazine américain Rolling Stone.

## Contexte
À l'origine, Cat Stevens écrit Father and Son dans le cadre d'un projet musical avec Nigel Hawthorne, intitulé Revolussia, dont l'action se déroulait pendant la révolution russe et qui aurait pu devenir un film ; La chanson traite de l'histoire d'un garçon qui veut rejoindre la révolution contre la volonté de son père, un agriculteur conservateur. En 1969, Stevens est atteint de tuberculose et après une convalescence d'un an à l'hôpital et un affaissement du poumon, le projet est abandonné, mais la chanson Father and Son est conservée, dans un contexte plus large qui reflète non seulement le conflit sociétal de l'époque de Stevens, mais aussi les impulsions des générations plus âgées et plus jeunes en général.
Lors d'une interview accordée au magazine Disc, peu après la sortie de Father and Son, il est demandé à Stevens si la chanson était autobiographique. Il répond : « Je n'ai jamais vraiment compris mon père, mais il m'a toujours laissé faire ce que je voulais - il m'a laissé partir. Father and Son s'adresse aux personnes qui ne peuvent pas se libérer ».
Stevens déclare qu'il était conscient que Father and Son et plusieurs autres chansons représentaient beaucoup pour un grand nombre de fans : « Certains pensent que j'ai pris le parti du fils - Mais comment aurais-je pu chanter la version du père si je n'avais pas pu la comprendre aussi ? En écoutant cette chanson récemment, j'ai entendu une phrase et j'ai réalisé que c'était le père du père du père du père du père du père du père du père du père qui parlait ».

## Classements et certifications
| Classement (1970–72)           | Meilleure position |
| ------------------------------ | ------------------ |
| Australie (Kent Music Report)  | 18                 |
| Pays-Bas (Nationale Hitparade) | 23                 |
| Philippines (Billboard)        | 2                  |
| Royaume-Uni (UK Singles Chart) | 51                 |

| Classement (2014) | Meilleure position |
| ----------------- | ------------------ |
| Italie (FIMI)     | 12                 |

| Région                                   | Certification | Ventes/Streams |
| ---------------------------------------- | ------------- | -------------- |
| Allemagne (BVMI)                         | Or            | 250 000‡       |
| Italie (FIMI)                            | Platine       | 50 000‡        |
| ‡ventes/streaming selon la certification |               |                |

## Reprises
Le titre est interprété par Sandie Shaw en 1972. Sorti simplement en single, c'est son dernier titre enregistré avec Pye Records.
Le titre a été utilisé dans la pièce de théâtre Cendrillon, mise en scène par Joël Pommerat[réf. nécessaire]. Il a aussi été repris par le groupe belge Puggy dans son second album : Something You Might Like.
Hubert-Félix Thiéfaine reprend ce titre en français dans l'album Stratégie de l'inespoir en 2014.
Johnny Cash reprend ce titre en duo avec la chanteuse Fiona Apple, disponible dans l'album Unearthed, Volume Three: Redemption Songs, sorti en 2003.

## Cinéma
La chanson est présente dans le film américain Les Gardiens de la Galaxie Vol. 2 (2017).
Elle est aussi présente dans le film Good Morning England de Richard Curtis (2009).
Présente aussi dans le film Jappeloup de Christian Duguay (2013), ainsi que du film L'Esprit de Famille (2020).
C'est également le générique de fin du film Largo Winch 2 (2011).
Elle est également utilisée dans le dernier épisode de la saison 3 de la série Ted Lasso (2023).